# Centropogon ayavacensis
Centropogon ayavacensis là loài thực vật có hoa trong họ Hoa chuông. Loài này được (Willd. ex Schult.) Lammers mô tả khoa học đầu tiên năm 1999.